# Hepatozyt
Hepatozyten, auch Leberzellen oder Leberepithelzellen genannt, sind ca. 10 bis 30 Mikrometer große Zellen, die etwa 80 Prozent des Lebervolumens einnehmen. Sie entstammen dem Entoderm der Darmanlage.

## Zellorganellen

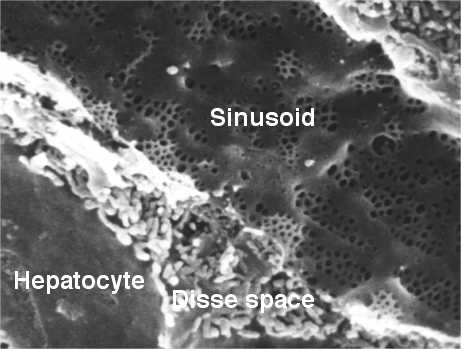

Die Hepatozyten sind metabolisch stark aktiv und enthalten zahlreiche Zellorganellen:
- diploide bis polyploide Zellkerne

- Mitochondrien

- Lysosomen

- Peroxisomen

- Endoplasmatisches Retikulum

- einzelne Lipidtropfen

- Glykogenfelder (die Menge an Glykogen ist abhängig von der Ernährung und unterliegt tageszeitlichen Schwankungen)

- stark entwickelter Golgi-Apparat

- sekretorische Vesikel

- gut entwickeltes Zytoskelett

## Aufbau
Der Hepatozyt hat, wie alle epithelialen Zellen, eine polarisierte Bau- und Funktionsweise. Sie besitzen eine basolaterale (sinusoidale) und eine apikale (kanalikuläre) Membran, aber keine Basallamina.
Der schmale apikale Gallepol trägt zahlreiche Mikrovilli und sezerniert Gallenflüssigkeit. 
Der breite basolaterale Blutpol grenzt auch durch Mikrovilli an einen Sinusoid und verursacht den Austausch von Substanzen zwischen Blut und Hepatozyt.

## Funktion
Die Hepatozyten sind an vielen Stoffwechselvorgängen beteiligt und haben folgende wichtige Funktionen:
- Entgiftung mit zahlreichen Umwandlungsreaktionen (Harnstoffzyklus, Klasse-I- und Klasse-II-Transformationsreaktionen)
- Synthese von Fettsäuren
- Synthese von Gallensäuren
- Proteinbiosynthese (beispielsweise Albumin, Lipoproteine, Gerinnungsfaktoren, Cholinesterasen)